# Personnages de Resident Evil
 (juin 2020).
 (février 2013).
Si vous disposez d'ouvrages ou d'articles de référence ou si vous connaissez des sites web de qualité traitant du thème abordé ici, merci de compléter l'article en donnant les références utiles à sa vérifiabilité et en les liant à la section « Notes et références ».
 (mai 2017).
Améliorez-le ou discutez des points à vérifier. 
Liste des personnages de Resident Evil apparaissant dans la franchise de Survival horror Resident Evil de la société japonaise Capcom.
Les personnages sont listés par ordre chronologique des jeux ou films à leur première apparition, puis par ordre alphabétique.

## Personnages

### Resident Evil Zéro

#### Richard Aiken
Membre de l'équipe Bravo des S.T.A.R.S. Il agit en renfort de l'équipe. Il veille également sur la nouvelle recrue, Rebecca Chambers. Il fera tout ce qui est en son pouvoir pour protéger quelqu'un, allant même jusqu'à mettre sa propre vie en danger. Il est empoisonné par un serpent géant (s'il est sauvé par le sérum il sera quand même dévoré par le serpent géant). Par la suite, il sera dévoré par un requin en sauvant Chris Redfield dans le premier épisode de la série.

#### Rebecca Chambers
Membre de l'équipe Bravo des S.T.A.R.S., Rebecca est une experte en préparation et fabrication de médicaments, elle tient le rôle d'infirmière de l'équipe.
Après la séparation du reste de son équipe partie enquêter sur des meurtres, le crash de leur hélicoptère et l'ordre de capturer Billy Coen (elle rencontra ce dernier dans un train appelé l'Ecliptic Express). Ils n'eurent pas d'autre choix que de faire équipe et d'affronter James Marcus. Rebecca se sépara de Billy et se dirigea vers le manoir, au point de rendez-vous de l'équipe Bravo. Elle aurait vécu dans le manoir dans RE1 et elle s'en sortira vivante avec Jill et Chris. Elle est la seule survivante de l'équipe Bravo dans l'incident du manoir.

#### Billy Coen
Ancien sous-lieutenant du corps des Marines, il a été condamné à mort pour assassinat, à la suite de la mort de 23 personnes. Billy est capable de manier n'importe quelle arme. Endurci par l'entraînement au sein des Marines, il est en mesure d'affronter n'importe quel monstre. Il fera équipe avec Rebecca Chambers et une fois Marcus vaincu dans sa forme finale, on ne le revoit plus.

#### Dewey Edward
Membre de l'équipe Bravo des S.T.A.R.S., dont il assure la sécurité d'arrière-garde. Généralement pilote, il a été le copilote de Kevin Dooley lors de la mission dans la forêt de Racoon City. Après le crash de l'appareil, il a découvert « l'Ecliptic Express » dont il a examiné l'intérieur. C'est à ce moment qu'il a été mordu par un Zombie, devenant ainsi la première victime de l'équipe avant de devenir lui-même un zombie.

#### James Marcus
Premier directeur du Centre de Formation d'Umbrella. L'un des pionniers fondateurs d'Umbrella Corporation et découvreurs du Virus Progenitor. Il a commencé à utiliser des employés comme cobayes. Le nombre de personnes ainsi sacrifiées est à peu près une vingtaine.
Sur l'ordre d'Oswell E. Spencer, Albert Wesker et William Birkin ont assassiné le Dr Marcus en 1988. Cependant, dix ans après sa mort, il a connu une mystérieuse résurrection grâce à ses sangsues atteintes par le Virus Progenitor. Il sera finalement tué par Rebecca Chambers et Billy Coen.

#### Enrico Marini
Chef de l'équipe Bravo des S.T.A.R.S.
Il est au sous-sol du manoir des Spencer quand il découvre rapidement l'existence d'un traître, parmi son équipe, mais il est tué par celui-ci (Wesker), et n'a pas le temps d'avertir Jill et Chris.

#### Forest Speyer
Membre de l'équipe Bravo des S.T.A.R.S. Il est dévoré par les corbeaux (dans RE Rebirth il devint un zombie après être dévoré).

#### Kenneth J. Sullivan
Membre de l'équipe Bravo des S.T.A.R.S. C'est un vétéran. Il a pour tâches la reconnaissance et la sécurité des positions. Il est tué par un zombie.

#### Albert Wesker
Il est l'un des hommes à l'origine de l'épidémie et de la pandémie. Il porte en permanence ses lunettes de soleil distinctives. Wesker possède des connaissances en génie biologique et a été un agent d'Umbrella. Implanté au sein des S.T.A.R.S. pour espionner leurs activités, il finit par les diriger.

### Resident Evil[1]

#### Barry Burton
Membre de l'équipe Alpha des S.T.A.R.S., il a servi dans la même unité militaire que Chris et exploite ses connaissances en armes à feu pour approvisionner le groupe en armes et les régler.

#### Joseph Frost
Ancien membre de l'équipe Bravo des STARS. Promu dans l'équipe Alpha, il s'occupe des armes et de la maintenance des véhicules. Il incarne la toute première victime dans l'équipe Alpha dévorée par les Cerbères, dans la forêt avoisinant le Manoir Spencer.

#### Chris Redfield
Au sein des S.T.A.R.S, Chris est désigné comme éclaireur dans l'équipe Alpha. Dans ce rôle, sa mission est d'ouvrir et de sécuriser le chemin pour ses coéquipiers. Peu de temps après l'atterrissage forcé de son hélicoptère, lui et ses membres sont attaqués par des Cerbères et ils se réfugient dans un manoir. La maison est le centre de recherche d'Arklay du géant pharmaceutique Umbrella. Chris doit faire face aux nombreuses créatures. L'incident du manoir se termine lorsque Chris et Jill éliminent le Tyran. Wesker est mort et le laboratoire est détruit.
Dans RE5, il fait équipe avec Sheva Alomar.
Dans RE6, il fait équipe avec Piers Nivans.
Il apparaît à la fin de Resident Evil 7 en sauvant les protagonistes Ethan Winter et sa femme Mia et à la suite, il va éliminer Lucas Baker et retrouve Zoé Baker et son oncle, Joe Baker.
Dans Resident Evil 8, il prête main-forte à Ethan pour retrouver Mia et leur fille, enlevée et retenue dans un village en Europe par un mystérieux culte.

#### George Trevor (Rebirth)
George Trevor est la personne qu'Ozwell E. Spencer engage pour l'architecture du manoir. Il a une femme, Jessica Trevor, et une fille, Lisa. Alors qu'ils habitent dans ce manoir, les chercheurs d'Umbrella envoient le Virus-T pour connaître les effets sur les humains. George Trevor est contaminé et meurt le 7 décembre 1967.

#### Lisa Trevor (Rebirth)
Invitée par Spencer au manoir dont son père a été l'architecte, elle a été retenue pendant près de trente ans dans le manoir et soumise à des expériences qui ont fait d'elle un monstre. Les nombreuses expérimentations virales l'ont immunisée contre la mort elle-même et ont rapidement mené Birkin à la découverte du virus G. Elle est tuée par l'explosion du manoir après qu'Albert Wesker l'ait mise K.O. dans le hall d'entrée.

#### Jill Valentine
Jill est membre de l'équipe Alpha de S.T.A.R.S et enquête sur Umbrella. Jill choisit de rester dans la ville de Raccoon City et de poursuivre ses investigations sur le centre de recherches d'Umbrella avant de rejoindre Chris en Europe. La créature Nemesis Type-T chargée d'éliminer tous les membres survivants des S.T.A.R.S prend en chasse Jill alors qu'elle tente de quitter la ville. Quand Némésis contamine Jill avec le virus T, elle perd tout espoir de s'en sortir. Carlos reçoit l'antidote à temps et le remet à Jill. Une fois que Jill a éliminer Némésis elle s'échappe avec Carlos.
Dans RE3 le remake son chemin et sa chronologie sont différents de l'ancien RE3.

#### Brad Vickers
Membre de l'équipe Alpha du S.T.A.R.S. Il est chargé de la protection chimique et pilote l'hélicoptère de l'équipe. Il est traqué et abattu par le Némésis sous les yeux de Jill. Il deviendra dans Resident Evil 2, un zombie assez coriace et qui détient une clef spéciale pour ouvrir l'armoire de la salle d'enregistrement du commissariat de police, R.P.D.

### Resident Evil 2[2]

#### Ben Bertolucci
Ben Bertolucci, est un journaliste qui travaille pour le journal local. Dans Resident Evil 2, Ben s'est caché dans un hôtel de Raccoon City - l'Apple Inn - pour échapper à Umbrella, mais est arrêté lorsqu'il tente de fuir par la station de métro de la ville. Le chef Brian Irons le place en cellule pour l'empêcher de révéler ses informations. Le jour du désastre de Raccoon, Ben prend la décision de s'enfermer dans cette cellule, et fait la rencontre d'Ada Wong et de Leon S. Kennedy. Ben est attaqué par William Birkins, puis il remet à Leon les rapports concernant l'implication du chef Brian Irons et meurt de ses blessures.
Dans le remake, il est tué quelques heures plus tard par un sujet exposé au virus G ;Mister X; il l'écrase sur le mur tout en le coupant en deux.

#### Annette Birkin
Annette Birkin est la femme de William Birkin. Travaillant elle aussi pour le compte d'Umbrella corporation, elle a, avec William, une fille nommée Sherry Birkin née en 1986.
En septembre 1998, Annette demeure dans les laboratoires secrets d'Umbrella, situés dans les égouts de Raccoon City, à la recherche de son mari contaminé par le Virus G. Elle est la principale ennemie d'Ada Wong qu'elle poursuit implacablement. Selon le scénario emprunté pendant le jeu, Annette meurt finalement soit tuée par la chute d'une poutre dans les laboratoires, ou tuée par son mari devenu la créature.
Dans le remake de RE2 : elle porte secours à Claire à qui elle demande de trouver sa fille, puis est plus tard tuée par son propre compagnon, William Birkin.

#### Sherry Birkin
Sherry Birkin est née en 1986. Elle est la fille de William Birkin et Annette Birkin. Lors des événements de Resident Evil 2, alors à peine âgée de douze ans, elle est délaissée dans la ville de Raccoon City, envahie par les Zombies. Elle rencontre et devient l'amie de Claire Redfield. Elle est poursuivie par un Tyran déployé en ville par Umbrella corp, Mister X, et par son père William qui veut lui implanter le virus G. Claire Redfield crée un antidote grâce aux instructions laissées par Annette Birkin peu avant sa mort, pour arrêter la mutation du virus à l'intérieur du corps de Sherry.
Après avoir fui la ville et le laboratoire souterrain, Wesker capture Sherry et la place en détention pour surveiller les effets du virus sur sa physiologie.
En 2009, Simmons lui offre une position d'agent spécial. Elle réapparaît dans Resident Evil 6. Elle est alors âgée de 26 ans, elle travaille pour une organisation secrète et a pour mission de protéger le fils de Wesker qui se nomme Jake Muller, ils seront poursuivis par un monstre nommé Ustanak ressemblant. Elle retrouve par la suite Leon à Lanshiang (ville infectée par le Virus C) en Chine.

#### Marvin Branagh
Marvin Branagh est un officier de police du R.P.D. que le joueur rencontre lors de leur arrivée au poste de police. Marvin est contaminé par le Virus T. Plus tard, lors d'une nouvelle rencontre avec Marvin, celui-ci se transforme en Zombie et il est immédiatement abattu par le joueur.

#### HUNK
HUNK de son vrai nom James Cooper, a mené avec succès un grand nombre d'opérations et a souvent été le seul à en revenir vivant, ce qui lui a valu le surnom de « M. Death ». Membre des forces spéciales d'Umbrella, il a récupéré seul le virus G, le reste de son unité ayant en effet été éliminé par la créature G qui était autrefois William Birkin.
Dans l'ancien RE2, il s'est échappé par le toit du commissariat avec l'hélicoptère et dans le remake de RE2 il est sorti par le portail.

#### Brian Irons
Capitaine dirigeant le R.P.D. Il accepte les pots-de-vin d'Umbrella et détourne le regard des nombreuses activités illégales de cette société dans la ville. Lors des événements de Raccoon City, il a verrouillé le commissariat afin de s'assurer que tous ses subordonnés périssent avec lui. Il est tué par une larve injectée par William Birkin.
Dans le remake de RE2 il enlève de force Sherry et l'enferme dans un orphelinat. Brian Irons est tué par William Birkin.

#### Kendo Robert
Robert Kendo est le propriétaire du magasin d'armes à feu que le joueur rencontre au début du premier scénario. Il offre au joueur un refuge dans son magasin. Quelques moments plus tard, les Zombies détruisent la vitre du magasin et le tuent.
Dans le Remake de RE2 on le voit avec sa fille Emma qui deviendra un zombie et sera abattue par son père et dans le remake de RE3 il fait une brève apparition face à Jill.

#### Leon Scott Kennedy
Après avoir été diplômé de l'Académie de police, il demande à être affecté aux forces de police de Raccoon City qui enquêtent sur les meurtres étranges survenus dans la région.
Après avoir fui Racoon City, il reçoit une offre de poste d'agent du gouvernement américain. Dans cette première mission, il rencontre Claire Redfield et Ada Wong, ainsi que Sherry Birkin.
Il a été infecté par un parasite de Las Plagas lors de sa première mission ayant pour but de sauver Ashley Graham, la fille du président.
Lors de cette mission, son contact est Ingrid Hunnigan.
Il revient dans Resident Evil 6, toujours en tant qu'agent du gouvernement. Après avoir été obligé de tuer le Président qui est devenu zombie, il part à la recherche du responsable de la contamination, mais est trahi par Derek C. Simmons, et devient aux yeux de tous le coupable. Malgré tout, il reste en contact avec Ingrid et retrouve lors de sa mission Sherry. Avec l'aide de Helena Harper et d'Ada, il tue Simmons et est innocenté.

#### Ada Wong
C'est une espionne venue mettre la main sur un échantillon du virus G. Elle a suivi une formation spéciale en maniement d'armes à feu. Elle s'est enfuie de Raccoon City après avoir donné un coup de pouce à Leon ou Claire selon le scénario emprunté durant le jeu, dans RE2. Elle travaille pour Albert Wesker et elle lui a rapporté le virus G à Raccoon City et Las Plagas en Espagne. C'est à ce moment qu'elle a revu cinq fois Leon qui est en mission, et deux fois dans un pays de l'ancienne URSS, dans le film de RE, la Damnation.
Dans le remake de RE2 elle se fait passer pour un agent du FBI, étant en réalité une espionne de UMBRELLA.

### Resident Evil 3: Nemesis

#### Nicholai Ginovaef
Membre de l'Umbrella Biohazard Countermeasure Service, milice composée de mercenaires et d'anciens détenus de divers pays, créée par Umbrella Corporation. Nicholaï a pour mission de récupérer les données de leurs expérimentations dans Raccoon City. C'est un ancien spetsnaz qui est capable de tous les moyens pour achever sa mission.
Dans Resident Evil 3: Nemesis, vers la fin, le joueur est confronté au choix de le faire chuter par Nemesis du haut d'un pont (on peut affronter Nicholai qui est en hélicoptère, soit le faire fuir), ou alors de le faire chuter lui-même du haut de ce pont (Nicholai sera tué par le Nemesis).
Nicholai apparaît dans le film Resident Evil: Apocalypse où il joue un mercenaire de l'Umbrella Biohazard Countermeasure Service, qui en compagnie de Carlos Oliveira est envoyé par Charles Ashford récupérer sa fille, Angela, cachée dans son école. Il la rencontre en compagnie de Jill Valentine et se fait ensuite tuer par des Cerbères qui le dévorent vivant.

#### Mikhail Victor
Membre de l'UBCS, Mikhail est envoyé pour sauver la population de l'infection, mais finit par perdre son escouade. Avec Nicholai et Carlos, il parvient à échapper aux zombies. Ils seront rejoints par Jill Valentine. Le Nemesis les pourchasse, mais Mikhail couvre leur fuite. Il est à son tour attaqué par Némésis dans un tramway, mais il dégoupille une grenade, se donnant la mort.

#### Dario Rosso
Citoyen de Raccoon City que Jill rencontre au début du jeu dans un entrepôt. Il a perdu sa fille, Lucia, durant l'invasion des zombies. Jill offre son aide à Dario, mais celui-ci refuse et préfère s'enfermer dans un conteneur, car il préfère mourir d'inanition que de se faire dévorer par les zombies. Plus tard dans le jeu, Jill retourne à l'entrepôt et découvre le corps de Dario, tué puis dévoré par les zombies. Dans le mini-jeu, « Operation: Mad Jackal », Dario et sa fille Lucia font partie des otages à sauver.

#### Tyrell Patrick
Membre de l'UBCS, dans le passé, Tyrell a servi la Légion étrangère française, avant d’être arrêté pour trafic d’armes par les autorités néerlandaises. Carlos rencontre Tyrell dans l’hôpital de Raccoon. Il peut mourir de deux manières différentes selon le moment et le lieu que Carlos va rencontrer Tyrell. Il est tué par Nicholai.
Dans le remake de RE3 il fait équipe avec Carlos et il sera tué par le Nemesis.

#### Murphy Seeker
Membre de l'UBCS, Murphy rencontre Carlos dans un édifice d’Umbrella. Il meurt de deux manières différentes dépendant des précédentes rencontres avec le Nemesis. Dans une version, il succombe au Virus T et demande à Carlos de l’achever, celui-ci accepte. Dans une autre version, c’est Nicholai qui l’élimine.
Dans le remake RE3, il est blessé et assis contre une voiture quand Jill fait sa rencontre. Il prétend ne pas être infecté et, alors que Jill tente de le soigner, Nicholai Ginovaef lui tire une balle dans la tête en affirmant le contraire.

### Resident Evil: Code Veronica

#### Edward Ashford
Appartiens à la lignée des Ashford tout comme son fils Alexander Ashford et ses petits-enfants Alexia Ashford et Alfred Ashford, Edward Ashford est l'un des hommes ayant découvert le virus souche avec le docteur James Marcus et le milliardaire Ozwell E. Spencer dans les années 1950. En 1968, il cofonde Umbrella Chemical Inc., toujours avec ses deux collègues, une société pharmaceutique qui servira de couverture pour leurs recherches sur les armes bio-organiques. Peu de temps après, en juillet, il décède en contractant le Virus Progenitor.

#### Alexander Ashford
Il est le fils d'Edward Ashford et le père des jumeaux Alfred et Alexia Ashford.
En 1970, Alexander finit de concevoir un centre de recherches secret pour s'occuper de ses recherches sur un nouveau virus baptisé « virus Veronica ». En effectuant des recherches sur les fourmis, il découvre le gène qui conditionne l’intelligence humaine puis place les gènes de son ancêtre dans l’ovule d’une mère porteuse. L'embryon se divise en deux et Alfred et Alexia Ashford naissent neuf mois plus tard. Pour lui, Alexia est Veronica incarné, il place en elle tous ses espoirs de réussite.
Alfred découvre la vérité sur ses origines et celles d'Alexia : les deux enfants le capturent et font leurs premières expériences avec le Virus T-Veronica sur lui. Un peu plus tard, Alexander Ashford se transforme en une créature mutante surnommée « Nosferatu ». Il est enfermé dans une salle secrète au sous-sol du laboratoire situé en Antarctique durant quinze ans. Il finit par se libèrer et réussit ainsi à s'échapper de sa prison. Il affronte Claire Redfield mais celle-ci le tue finalement d'une balle dans le cœur avec le fusil de chasse de son fils Alfred.

#### Alexia Ashford
Née en 1971, en même temps que son frère jumeau Alfred, Alexia est une enfant prodige qui devient vite la favorite de son père, au désavantage d'Alfred avec lequel elle reste tout de même très proche.
À dix ans, Alexia Ashford obtient son diplôme universitaire en devenant major de sa promotion et rejoint Umbrella. Elle aide son père à poursuivre ses recherches sur le virus Veronica. Le 17 février 1983, après la découverte choquante que fait son frère, Alexia réalise que son ADN provient d’un ancêtre de la famille et d’un ovule de fourmi et décide d'aider Alfred à se venger de leur géniteur en lui inoculant le Virus T-Veronica qu'elle a créé en mélangeant le Virus Veronica inventé par son père et le virus T, inventé par James Marcus. Son père se transforme ainsi en Nosferatu. En 1983, curieuse de l'évolution de son virus, Alexia s'injecte elle-même le virus T-Veronica. Elle doit être cryogénisée pendant 15 ans pour que le Virus T-Veronica se développe totalement dans son corps sans que sa conscience en perde le contrôle. Elle met alors au courant Alfred, afin que personne d'autre que lui ne sache ce secret.
Après 15 ans, Alexia Ashford se réveille juste au moment où son frère meurt dans ses bras. Décidée à le venger, elle capture Steve Burnside et lui inocule le virus T-Veronica, ce qui le transforme en monstre. Elle combat Albert Wesker et commence à muter. Elle est finalement tuée par Chris Redfield après être passée par trois phases de mutations, lui faisant perdre peu à peu toute humanité.

#### Alfred Ashford
Né en 1971, Alfred est très vite délaissé par son père qui favorise sa sœur Alexia. Umbrella lui confie la création d'un centre d'entraînement militaire, d'une prison, de laboratoires et d'une base aérienne sur l'île de Rockford.
En 1983, Alfred découvre que son ADN provient d’un ancêtre de la famille (une certaine Veronica, ayant vécu au XVIIIe siècle) et d’un ovule non fécondé. Alfred et sa sœur Alexia avaient été le fruit d’expérimentations de leur père. Sa haine pour ce dernier ne s'en voit que renforcée, et met au courant sa sœur pour qu'elle l'aide à prendre sa revanche. Alfred et Alexia font leurs premières expériences avec le Virus Veronica sur leur père dans la cave du manoir familial. Ils l'enferment plus tard dans les sous-sols de leur base d'expérimentaions en Antarctique.
En 1998, le 27 décembre, alors que le Virus T s'est répandu sur son île, Alfred surprend deux survivants: Claire Redfield et Steve Burnside. Alors qu'ils s'échappent de l'île, Alfred les emmène lui-même dans le centre de son père. Les croyants responsables de l’épidémie du virus T sur son île, il tente de se débarrasser d'eux, mais Steve lui tire dessus et Alfred est mortellement blessé, il parvient cependant à rejoindre sa sœur dans sa chambre de cryogénisation. Rassemblant ses dernières forces, il désactive la cryogénisation et meurt quelques instants après qu'Alexia ait repris connaissance.

#### Steve Burnside
Il est capturé et envoyé avec son père sur l'île de Rockford car son père avait essayé de voler quelques documents d'Umbrella pour de l'argent facile. Umbrella exécuta la mère de Steve peu avant leur transfert sur l'île. Après un raid par une organisation inconnue, Steve s’échappa de sa cellule, profitant du chaos qui régnait à présent sur l'île. Il rencontra Claire Redfield.
Ayant pour but de retrouver son père sur l'île de Rockford. Un peu plus tard, il découvre avec effroi que son père a finalement été contaminé par le Virus T. Sauvant in extremis Claire des griffes de celui-ci, Steve tue son père devenu un Zombie. Après quoi, il fait équipe avec Claire pour quitter l'île de Rockford à bord d'un avion. Décidé à protéger Claire, il tire mortellement sur Alfred qui succombera peu après à ses blessures. Steve sera plus tard capturé par Alexia Ashford qui lui injectera le Virus T-Veronica. Transformé ainsi en créature immonde et incontrôlable, il s'en prendra d'abord à Claire, mais ses sentiments pour elle prendront le dessus. Le virus T-Veronica d'Alexia se retournera contre lui et la liane lui transpercera le corps.

#### Rodrigo Juan Raval
En décembre 1998, Rodrigo Juan Naval capture Claire Redfield dans les locaux d'Umbrella France et est chargé de veiller sur elle sur l'île de Rockford. Ayant pris conscience que sa détention est futile d'autant plus que l'île est contaminée par le virus T, il la libère. Quelques heures plus tard, il se fait avaler par un ver géant et donne son briquet à Chris Redfield avant de succomber.

#### Steve Burnside Sr.
Scientifique d'Umbrella et père de Steve Burnside Jr., Steve Burnside Sr. est arrêté sur ordre d'Alfred Ashford et envoyé sur l'île pénitentiaire de Rockford avec son jeune fils et sa femme est abattue par les commandos d'Umbrella. À la suite de l'évacuation de la base militaire et de l'île contaminée par le virus Veronica, Steve Burnside Sr. et son fils s'enfuient chacun de leur côté. Mais il est à son tour infecté. Dans la cour du manoir des Ashford, son fils et Claire Redfield le rencontrent et sont contraints de l'abattre.

### Resident Evil 4

#### Ashley Graham
Fille du Président des États-Unis, elle a été enlevée par Jack Krauser, sur ordre d'Osmund Saddler. Ashley est captive lors des trois niveaux du jeu, dans l'église du village, dans le château et sur l'ile. Leon S. Kennedy est chargé de la ramener saine et sauve au pays. À la fin du jeu, Leon détruit le parasite dans son corps et ils parviennent à s'échapper. Ce personnage ne peut pas attaquer sauf jeter des lampes de pétroles sur les ennemis.

#### Luis Sera
Chercheur espagnol recruté par Saddler, il déserte les rangs de ce dernier après avoir compris ses véritables intentions. Il est libéré une première fois par Leon, mais se fait aussitôt recapturer en même temps que lui par Bitores Mendez. Il révèle à Leon qu'il existe un appareil permettant de détruire l'embryon qui lui a été injecté avant éclosion. Luis retrouve Leon au château de Salazar avec un échantillon du virus, mais se fait tuer par Saddler.

#### Osmund Saddler
Gourou des Illuminados, son but est de conquérir le monde avec des parasites appelés las Plagas (la Peste). Pour pouvoir propager le parasite, il enlève la fille du président américain, Ashley Graham. Lord Saddler est le boss final du jeu, et Leon S. Kennedy l'anéantit avec le lance-roquettes qu'Ada lui a envoyé.

#### Ramon Salazar
Malgré son apparence de vieillard chétif et de petite taille, il n'a que vingt ans, il est le 8e gouverneur de la lignée des Salazar, occupants du château situé à côté du village de Pueblo. Il occupe le deuxième poste après Saddler, et vit seul avec ses deux bras droits, appelés « Los Verdugos ». Salazar, fusionné avec un Verdugo et la Reine Plagas, est finalement tué lors de sa dernière confrontation avec Leon Scott Kennedy.

#### Bitores Mendez
C'est un gigantesque homme barbu vêtu d'un grand ciré gris, il est le premier des trois principaux boss du jeu. Il loge dans une demeure à l'écart du village. Mendez est le chef du village de Pueblo. Gardien du château de ses supérieurs, celui-ci ne s'ouvre que sous contrôle d'un de ses yeux. Il sera tué lors de sa confrontation avec Leon Scott Kennedy.

#### Jack Krauser
Ancien militaire de US SOCOM au service de Saddler qui cherche à éliminer Leon, il a été le disciple d'Albert Wesker à Umbrella Corporation. Il est vaincu par Leon, puis par Ada. Il avait travaillé avec Léon lors de l'opération Javier dans les évènements du jeu Resident Evil Dark Side Chronicle Ratio en 2002.

### Resident Evil 5[4]

#### Excella Gionne
Elle est Italienne dirigeante de la division africaine de Tricell. C'est une compagnie pharmaceutique fondée par l'empire Travis. Experte en génétique, elle est « CEO of African Division ». Excella s'associe à Albert Wesker. Ensemble, ils créent le virus Uroboros, arme biologique confectionnée dans le but de détruire le monde. Elle confectionne également un système de contrôle qu'elle testera sur Jill Valentine dans le but de la faire obéir et de s'en servir comme « garde du corps. » Plus tard, Excella est trahie par Wesker, qui l'infecte avec Uroboros. Son ADN étant incompatible avec le virus, elle se transforme en monstre. L'Uroboros sorti de sa bouche finit par l'engloutir complètement.

#### Josh Stone
Chef du groupe Delta des BSAA, il aidera et sauvera Chris et Sheva à de nombreuses reprises durant le jeu. Il est celui qui a entraîné Sheva lorsqu'elle a rejoint le BSAA. Son équipe se fait décimer, mais il survit et combattra même aux côtés de Jill Valentine après que cette dernière a échappé au contrôle de Wesker.

#### Ricardo Irving
Extrêmement cupide, mais ingénieux, il est un trafiquant d'arme biologique sur le marché noir à la solde de Tricell. Les fonds rapportés permettent au géant pharmaceutique de financer une partie de leurs expériences. Officiellement, Irving est responsable du champ pétrolifère de la région de Kijuju. Il tentera à deux reprises de tuer le joueur en envoyant deux créatures qui constitueront deux des boss du jeu, dont le Ndesu, inspirés d'El Gigante de l'épisode précédent de la série et une autre créature géante mi-chauve-souris, mi-guêpe. On l'aperçoit à diverses reprises dans les cinématiques en compagnie d'un personnage capuchonné que l'on aperçoit au début du jeu.
Le joueur l'affrontera en personne après le chapitre du champ pétrolifère, en le combattant sur le bateau avec lequel il tentait de s'enfuir. La partenaire de Irving lui a donné un "plaga" de contrôle, afin de venir à bout de Chris et Sheva, il se l'injecte sur le bateau et se transforme en une gigantesque créature marine. Irving sera tué dans l'affrontement.

#### Dan Dechant
Est le chef l'équipe Alpha des BSAA. L'équipe arrive en support pour Chris Redfield et ils ont pour mission de rencontrer Ricardo Irving, un trafiquant d'arme. La rencontre ne se passe pas comme prévu, lorsque Ricardo relâche les armes biologiques pour les tuer.

#### Kirk Mathison
Membre de la BSAA et un des pilotes d'hélicoptère. Il a été tué lorsque son hélicoptère s'est écrasé à cause d'une attaque causée par des monstres biologiques.

#### Reynard Fisher
Informateur de la BSAA et il communique des informations nécessaires à Chris et à Sheva ainsi que leurs équipements au départ du jeu. Par la suite, il se fait capturer puis tuer par le Majini bourreau.

#### Dough
Pilote d'hélicoptère et un membre du BSAA qui apportera son aide à Josh Stone et à Jill Valentine lors de leur échappatoire dans le centre de Tricell. Il recevra une roquette de RPG7 d'un garde Majini alors qu'il tentait de couvrir Jill et Josh pendant qu'ils montent à son hélicoptère.

#### Les Majinis
On ne connait pas leurs identités, ils sont infectés par les plagas type 2 et certains sont villageois, soit indigène, soit militaire.

### Resident Evil 6

#### Helena Harper
Appartient à la même organisation que Leon. Cherchant au début à retrouver Deborah Harper, sa sœur mutée à cause de Derek Simmons, Helena désire plus tard venger sa mort. Elle est en binôme avec Leon et avec l'aide d'Ada Wong, ils réussissent à éliminer Derek Simmons. Elle a également Ingrid comme contact.

#### Piers Nivans
Soldat de 26 ans faisant partie du BSAA et qui est également membre de l'unité de Chris Redfield. Partenaire avec ce dernier. Au sein de l’unité, Piers occupe le poste de sniper. Il succombe à l'attaque du Haos dans la base sous-marine de Neo-Umbrella, où il s'injecta une des 3 doses renforcées du Virus C avec le sang de Jake, après s'être fait arracher le bras droit. Il se sacrifie pour sauver Chris.

#### Jake Muller
Fils d'Albert Wesker et né d'une mère inconnue, Jake Muller n'a jamais connu son père et s'engage en tant que mercenaire afin de gagner assez d'argent pour sauver sa mère d'une grave maladie. Il est employé par les forces rebelles en Edonie. Il rencontre l'agent Sherry Birkin en Edonie, et apprend que son sang contient les anticorps contre le virus C, capables de mettre au point un vaccin. Jake apprendra un peu plus tard que Chris Redfield n'est autre que celui qui a éliminé son père.

#### Derek C. Simmons
C'est l'antagoniste principal de Resident Evil 6. Il est le chef d'une organisation appelée « La Famille » qui contrôle le monde et régit les changements qui influencent ce dernier. Il est conseiller à la sécurité nationale des États-Unis et finance les recherches qui ont permis d'élaborer le virus C. Il a provoqué l'« accident » de Tall Oaks pour pouvoir assassiner le président Adam Benford car ce dernier voulait révéler la vérité sur Raccoon City. Il transforme Carla Radames, qui l'aimait éperdument, en un sosie d'Ada Wong qu'il peut parfaitement contrôler grâce au virus C. Mais, peu à peu, la personnalité de Carla, ruminant sa rage d'avoir été trahie par celui qu'elle aimait, refait surface et, à la suite d'un plan machiavélique, elle transforme Derek en un monstre. Après avoir été abandonné par « La Famille », il est vaincu par les efforts combinés de Leon S. Kennedy, Helena Harper et de la véritable Ada Wong.

#### Carla Radames
Elle est responsable de la découverte du virus C et une proche de Derek C. Simmons. Elle développe le Virus C. Elle se rend compte qu'elle n'est qu'un outil aux yeux de Derek pour atteindre ses propres ambitions. Carla Radames cesse d'exister à partir du moment où elle est utilisée contre son gré dans l'expérience de Derek pour devenir Ada Wong.

#### Deborah Harper
Deborah est la jeune sœur d'Helena. Elle se transformera en un monstre mi-femme, mi-arachnide et sera tuée par sa sœur Helena.

#### Adam Benford
Nouveau président des États-Unis. Il avait l'intention de rendre les événements de Raccoon City public. Il meurt pendant l'épidémie et se transformera en zombie. Leon n'aura d'autre choix que de l'abattre au début du jeu.

### Resident Evil: Revelations 2

#### Moira Burton
Née en 1992, Moira est la fille de l'ancien membre de l'équipe Alpha des S.T.A.R.S., Barry Burton et de Kathy Burton ; elle est la sœur aînée de Polly Burton. Moira et le reste de sa famille partirent avec Barry au Canada afin d'échapper la menace de la société Umbrella.
En 2011, Moira est kidnappée avec Claire Redfield et Neil Fisher, par un groupe paramilitaire ; ils sont tous envoyés sur « l'île de Sushestovanie ». Ils se retrouvent tous dans un centre pénitentiaire où se trouvent des armes biologiques créées par le virus-T Phobos. Après son évasion, elle retrouve son père et Natalia qui étaient entre les mains d'Alex Wesker transformé en monstre. Ils arrivent à lui échapper grâce à Claire Redfield.

#### Natalia Korda
Natalia Korda est l'une des cobayes sur le Virus T-Phobos, elle fut aperçue tout d'abord par Claire Redfield et Moira Burton au centre pénitentiaire et à la ville abandonnée où elle suivit Claire et Moira jusqu'à qu'elle soit capturée par Neil Fisher pour la remettre à Alex Wesker, qui a commandité les expériences sur T-Phobos.
Natalia rencontra Barry Burton qui était à la recherche de sa fille Moira. Ils font face à Alex Wesker qui est sous la forme d'un monstre hideux cherchera continuellement à s'en prendre à Natalia.

#### Alex Wesker
Née en 1960. Alex Wesker fait partie l'une des treize enfants Wesker. Ils sont kidnappés par les hommes de main de Ozwell E. Spencer dans le but de créer une race supérieure. Alex se fait endoctriner par son « créateur » et subit des expériences de Virus Progenitor (projet W) en tant qu'enfant no 12 ; elle et son frère sont les seuls survivants du Projet.
Spencer lui donne la direction du Projet W. Alex Wesker développa une maladie qui affaiblit son corps jusqu'à l'injection du Virus Progenitor qui lui permet de survivre à cette maladie. Spencer lui donne accès à un laboratoire sur une île inconnue du Pacifique. Elle finira par le trahir.
Maintenant qu'elle a la formule de l'immortalité, elle crée le Virus T-Phobos. Elle ordonne le kidnapping des agents de Terrasave comme Claire Redfield et Moira Burton, et fait une affaire avec Neil Fisher, fidèle de l'UFBC. Elle lui ordonne l'enlèvement de Natalia Korda, mais elle le trahit et lui injecte du virus, Neil se transforme en Tyrant et combattra Claire et Moira.
Alex commence les préparatifs du transfert de sa conscience dans le corps de Natalia Korda qui se réveillera six mois plus tard et se tire une balle dans sa tête. Plus tard, elle se réveille, mais elle apparaît sous les traits d'un monstre hideux et abominable. Elle essaie de tuer Natalia et de prendre son corps, Barry Burton l'empêche. Jusqu'à la fin du jeu où furieuse et décidée de tuer Natalia, elle s'injecte le Virus Uroboros , elle sera finalement vaincue de deux façons différentes.

### Resident Evil 7 biohazard

#### Ethan Winters
Il apparaît pour la première fois dans ce jeu dont il est le protagoniste. Il recherche son épouse Mia. Son visage n'est pas montré. Mais il est cependant possible de le voir brièvement grâce aux flashbacks dans la ferme principale du début, après les mines de sel. Il est secouru par Chris Redfield et ses hommes, après qu'Eveline a été éliminée.

#### Mia Winters
Femme d'Ethan Winters et membre de la connexion. Elle est enlevée par la famille des Baker qui sont sous l'emprise d'Eveline. Elle est manipulée par cette dernière, mais peut être délivrée de son emprise. Elle peut être sauvée par Ethan qui choisit de sacrifier Zoe Baker ou le joueur peut la laisser mourir pour sauver Zoe. Chris Redfield et ses hommes du BSAA la sauveront plus tard.

#### Jack Baker
Il est le père de la famille sous l'emprise d'Eveline. Sous sa forme de mutant, il sera tué par Ethan Winters qui lui injecte un antidote qui le « guérit » en l'achevant. Il sera de nouveau tué par Joe Baker son propre frère dans le DLC « End of Zoe », avant que son frère Joe l'élimine, Joe lui dit « fais tes adieux à la famille, mon frangin ».

#### Marguerite Baker
C'est la mère de la famille sous l'emprise d'Eveline. Sous sa forme de mutant, elle peut contrôler les insectes. Elle sera tuée par Ethan Winters qui lui dit « il faut rester mourir ».

#### Lucas Baker
C'est le fils de la famille sous l'emprise d'Eveline. Il fait passer des jeux mortels à Ethan Winters. Par la suite il travaillera pour la connexion et sera tué par Chris Redfield, dans le DLC « Not a hero » sous sa forme finale, à noter aussi que Chris lui dit « Game Over » après l'avoir achevé.

#### Zoe Baker
C'est la fille de la famille Baker. Bien qu’infectée par Eveline, elle n'est pas sous l'emprise de cette dernière. Elle aidera le héros Ethan Winters. Son sort dépend du choix du joueur : soit son sort reste incertain, si vous avez soigné Mia (bonne fin), soit elle meurt si vous avez soigné Zoe (mauvaise fin). Mais elle sera sauvée par son oncle Joe dans le DLC « End of Zoe » en lui injectant le remède créé par Blue Umbrella.

#### Eveline
C'est elle qui contrôle les victimes avec le mutagène appelé « Mold ». Elle a la forme d'une jeune fille. Elle fait des apparitions comme si c'était un fantôme soit en hallucination et parfois sous la forme de vieille dame en fauteuil roulant elle apparaît en checkpoint. À la fin, Ethan Winters lui injecte un sérum, dévoilant sa véritable forme, celle d'une vieille dame en fauteuil roulant. Elle se change alors en mutant et sera éliminée par Ethan Winters.

#### Peter Walken
Présentateur de l'émission paranormale du jeu, Sewer Gators. En juin 2017, il se rend dans l'Annexe de la Ferme des Baker, accompagné du producteur Andre Strickland et du caméraman Clancy Jarvis, afin de faire des repérages pour le 17e épisode de leur série. Clancy et lui se feront capturer et séquestrer par Jack Baker, et en tentant de libérer Clancy, il finira décapité par Mia, infectée par Eveline.

#### Andre Strickland
Le producteur de l'émission Sewer Gators. Un soir de juin 2017, il assistera à un repérage des lieux de la Ferme des Baker accompagné de Peter et Clancy. Il y mourra, massacré par Jack Baker sous l'emprise d'Eveline. Son cadavre sera retrouvé quelques jours plus tard par Ethan Winters.

#### Clancy Jarvis
Caméraman de l'émission Sewer Gators. Il est le membre du groupe Sewer Gators ayant le plus souffert : après avoir vu André massacré et Peter décapité, il sera forcé de survivre face aux Mycomorphes et à Jack Baker dans les sous-sols pendant 5 heures ( Vidéo interdite « Cauchemar » ), sera de nouveau séquestré dans une chambre d'invité par Marguerite Baker (Vidéo interdite « Cauchemar ») et sera forcé de jouer avec Hoffman, un homme d'infortune, à un Blackjack extrême concocté par Lucas Baker où les perdants sont torturés jusqu'à la mort (Vidéo interdite « 21 »). Lors de sa victoire contre Hoffman, Lucas le « récompensera » d'une participation à une autre énigme mortelle qui consiste à poser une bougie sur un gâteau d'anniversaire. Mais il s'avéra que le gâteau était piégé par un explosif et que la salle de l'énigme était remplie d'essence. Clancy finira par mourir, brûlé vif. Son cadavre calciné sera retrouvé quelques jours plus tard par Ethan Winthers.

#### Joe Baker
Un 3e protagoniste de ce jeu le frère de Jack qui utilise ses poings contre les ennemis. Il sauvera Zoé, sa nièce, dans le DLC « End of Zoe ». Le scénario de ce personnage est plus difficile que celui de Ethan et de Chris.

### Resident Evil 8: Village

#### Alcina Dimitrescu
Est une comtesse humaine mutante et supposément la matriarche de la famille Dimitrescu. Résidente d'un pays d'Europe de l'Est, elle a hérité du château Dimitrescu, une forteresse contrôlée par la famille depuis sa création au Moyen Âge. Pendant au moins soixante-dix ans entre les années 1950 et 2020, elle est liée à une série d'homicides violents. Dimitrescu est connue pour vivre avec trois femmes qu'elle considère comme ses filles. La famille Dimitrescu était étroitement associée aux familles nobles Beneviento, Moreau et Heisenberg, et maintenait une alliance avec elles pour contrôler la région. Ce contrôle a permis à la famille Dimitrescu de diriger leur château avec une cruauté barbare, prenant régulièrement du nouveau personnel pour remplacer ceux qui étaient emmenés dans le donjon pour y être tués. Le sang de leurs victimes est utilisé pour créer un vin rouge enrichi appelé Sanguis Virginis (latin pour « Sang de vierge »).

#### Rosemary Winters
Rose est née le 2 août 2020 alors que ses parents étaient sous la protection du BSAA. En raison des mutations de la famille ainsi que des anciens liens de Mia avec The Connections, ils couraient un risque sérieux d'enlèvement pour expérimentation ou même assassinat. Bien qu'il existe des preuves suggérant qu'ils ont été déplacés à plusieurs reprises, en 2021, ils vivaient dans une chaîne de montagnes en Europe de l'Est. À ce stade, l'existence de Rose a été divulguée par des moyens non spécifiés, soit par le BSAA, soit par The Connections. Lorsque Mère Miranda, une prêtresse mutante d'un village voisin, a obtenu cette information, elle a enlevé Mia et assimilé son ADN pour prendre son apparence. La date de cette assimilation est incertaine, bien que le BSAA ait obtenu des preuves du complot le lundi 8 février. Bien que le raid ait d'abord été un succès, Miranda a simulé sa mort et a pu arracher Rose pendant que les deux étaient transportés.

#### Le Duc
Le Duc est un marchand aidant Ethan Winters durant le jeu.

#### Karl Heisenberg
Heisenberg était l'un des enfants kidnappé et soumis aux expériences sur le parasite Cadou par Mère Miranda, qui lui a fait subir un lavage de cerveau pour devenir son serviteur. Finalement, lui, Alcina Dimitrescu, Donna Beneviento et Salvatore Moreau sont devenus les lieutenants de Miranda.
Parmi les seigneurs des quatre maisons, Heisenberg était le seul à en vouloir à Miranda, en raison de son propre désir égoïste de faire revivre sa défunte fille et de la façon dont il voyait la famille de Miranda comme rien de plus que des expériences. En tant que tel, il a secrètement planifié une rébellion, dans l'espoir d'utiliser les pouvoirs latents de Rose pour vaincre Miranda. À un moment donné, il a tenté de persuader Ethan de le rejoindre, mais ce dernier a refusé lorsqu'Heisenberg lui révéla son plan.

#### Mère Miranda
Miranda était autrefois une biologiste qui travaillait pour trouver un moyen de faire revivre sa fille Eva décédée de la grippe espagnole. À un moment donné, elle a accueilli Oswell E. Spencer comme son élève avant la création d'Umbrella Corporation. Après un désaccord féroce entre elle et Spencer, puisque ce dernier voulait utiliser la recherche biologique pour obtenir l'immortalité alors qu'elle souhaitait seulement ramener sa fille, Oswell l'a quittée, mais pas avant d'utiliser le symbole des quatre maisons du village comme logo de son entreprise.
S'enfermant peu à peu dans le mutisme et le désespoir, elle s'enfonce dans une grotte en continuant de pleurer la mort de sa fille, et découvre accidentellement une substance noire connue sous le nom de Moisissure, qui augmente l'intellect de Miranda après être entrée en contact avec elle. Miranda utilisera par la suite la Moisissure pour ses propres expériences.
Ethan la rencontre pour la première fois lorsqu'elle brise le cou de l'un des villageois qu'il a rencontrés dans la maison de Luiza. Au terme d'une longue traque, Miranda est tuée par Ethan qui s'était lancé à sa poursuite pour retrouver sa fille Rosemary qu'elle avait fait enlevée pour ses funestes expériences visant à ressusciter sa propre fille.

#### Salvatore Moreau
Le passé de Salvatore Moreau est enveloppé de mystère, bien que l'on sache qu'il appartenait à la famille Moreau et en a été le dernier seigneur de la maison. Pendant des générations, sa famille a maintenu une alliance avec les familles nobles Beneviento, Heisenberg et Dimitrescu en contrôlant un village de montagne isolé. Comme beaucoup d'autres dans la région, Moreau était un adepte d'un culte païen local dirigé par Mère Miranda et a finalement été infecté par un Cadou, le transformant en un monstre grotesque ressemblant à un poisson.
En partie à cause de son apparence grotesque, Moreau a montré un manque presque total d'estime de soi, s'isolant complètement sur son réservoir et ne mettant que rarement les pieds dehors. Il était désespéré de prouver sa valeur aux autres seigneurs de la maison et de plaire à Mère Miranda, qu'il considérait comme sa véritable mère. À cette fin, il a mené des expériences sur les villageois utilisant le Cadou, bien qu'aucune de ces expériences n'ait abouti. Il est tué par Ethan Winters.

#### Donna Beneviento
Donna Beneviento est née dans la noblesse au XXe siècle. La famille de la maison Beneviento avait des liens ancestraux avec Berengario, un ancien mutant du folklore qui se serait installé dans la région avec trois autres, dont les familles Dimitrescu, Moreau et Heisenberg sont les descendants. On ne sait pas si cette règle féodale sur la région a été continuellement maintenue ou avait disparu à la suite de la Grande Guerre, bien que Miranda - un prophète au service du Dieu noir - ait cherché à établir leurs descendants en tant que conseil contrôlant la région sous sa supervision.
Du vivant de Donna, la famille Beneviento s'est lentement effondrée; Bernadette a été perdue dans les expériences de Miranda dans les années 1950, et ses parents se sont suicidés alors qu'elle était encore enfant. En raison d'un problème de santé mentale non diagnostiqué, Donna Beneviento a développé des angoisses interpersonnelles profondément enracinées qui l'ont maintenue en grande partie isolée, au point où elle préférait parler aux gens à travers Angie, une poupée fabriquée par son père. À l'âge adulte, Donna se concentra principalement sur son passe-temps de fabrication de poupées, remplaçant ainsi sa famille décédée. On ne sait pas si Claudia était sa sœur ou sa fille unique. Donna sera finalement vaincue par Ethan Winters lorsqu'il s'introduisit dans son manoir en quête d'indices pour retrouver sa fille.